# 弘中正美
弘中 正美（ひろなか まさよし、1948年 - ）は、日本の臨床心理学者。山口県生まれ。弁護士の弘中惇一郎とは兄弟。

## 略歴
- 修道中学校・高等学校卒業。
- 東京大学文学部心理学科卒業。
- 1976年東京大学大学院人文科学研究科心理学専攻博士課程中退。
- 1995年千葉大学教育学部教授。
- 2001年明治大学文学部心理社会学科教授。

## 所属学会
日本箱庭療法学会常任理事、日本遊戯療法学会理事など

## 著書
- 弘中正美・浜口佳和・宮下一博編著 1999 シリーズ子どもの心を知る 第3巻 子どもの心理臨床 北樹出版
- 弘中正美編 1999 現代のエスプリ389 遊戯療法 至文堂
- 弘中正美著 2002 遊戯療法と子どもの心的世界 金剛出版